# 强串光鱼
强串光鱼（学名：Vinciguerria poweriae）为輻鰭魚綱巨口魚目光器魚科串光鱼属的鱼类，俗名短尾串灯鱼。分布于太平洋、大西洋、地中海以及南海等海域，垂直分布约1000-50米，體長可達4.3公分，會做垂直性洄游，以小型甲殼類為食。

## 扩展阅读
維基物種上的相關：强串光鱼